# Anabatisk vind
En anabatisk vind, från grekiskans anabatos (rör sig uppåt), är en vind (dalvind) som blåser uppför en brant eller bergssida. Dessa vindar förekommer främst dagtid i lugnt, varmt väder då solens instrålning värmer bergssidorna som i sin tur värmer luften som då stiger uppåt.
Skärmflygare och segelflygare använder denna vind för att öka i höjd. 
Motsatsen till anabatisk vind är en katabatisk vind som beror på avkylning nattetid. 